# Mathieu Adnet
Mathieu Adnet, né le 8 décembre 1813 à Verneuil-Grand dans la Meuse et mort à l'âge de 34 ans le 1er juillet 1848 à Naha sur l'île japonaise d'Okinawa, est un missionnaire français des missions étrangères de Paris.
Devenu prêtre le 21 décembre 1839, il exerce le ministère, en qualité de vicaire, à Stenay en 1840 puis à Notre-Dame de Verdun en 1843. Il entre au Séminaire des missions étrangères le 2 décembre 1844 et est destiné au Japon. Il part de Paris le 27 février 1846 et rejoint le père Théodore-Augustin Forcade aux îles Ryūkyū où il arrive en septembre 1846, souffrant déjà de maladies attrapées durant le voyage. Très vite atteint de la phtisie, il meurt le 1er juillet 1848 à Okinawa. Il est enterré dans un petit bois au bord de la mer.